# Bernhuff Hansen
Bernhoff Otelius Hansen (nacido el 17 de agosto de 1877 en Saltdal, murió en 1950 en Nueva York) fue un luchador noruego-estadounidense que compitió en los Juegos Olímpicos de 1904 en Saint Louis.
Hansen fue campeón olímpico en la categoría de peso pesado (Libre más de 158 lb masculino). Había cinco participantes en la categoría de peso. Hansen representado el club de Brooklyn Norwegier Turnverein. Él vino a los EE. UU. un año y medio antes de los Juegos Olímpicos, y todavía era un ciudadano noruego, cuando ganó el oro olímpico. Después de los Juegos Olímpicos en 1904, regresó a Noruega, se casó con su novia de la infancia de Saltdal y regresó con su familia a los Estados Unidos en los años en torno a la Primera Guerra Mundial. Se estableció en Nueva York y trabajó como un trabajador de hierro. En el Municipio Salten honró al campeón olímpico con un memorial en Rognan, que se dio a conocer en agosto de 2004, 100 años después de ganar su medalla de oro olímpica como el primer ciudadano noruego junto a Charles Ericksen.